# Haus Bachem (Königswinter)

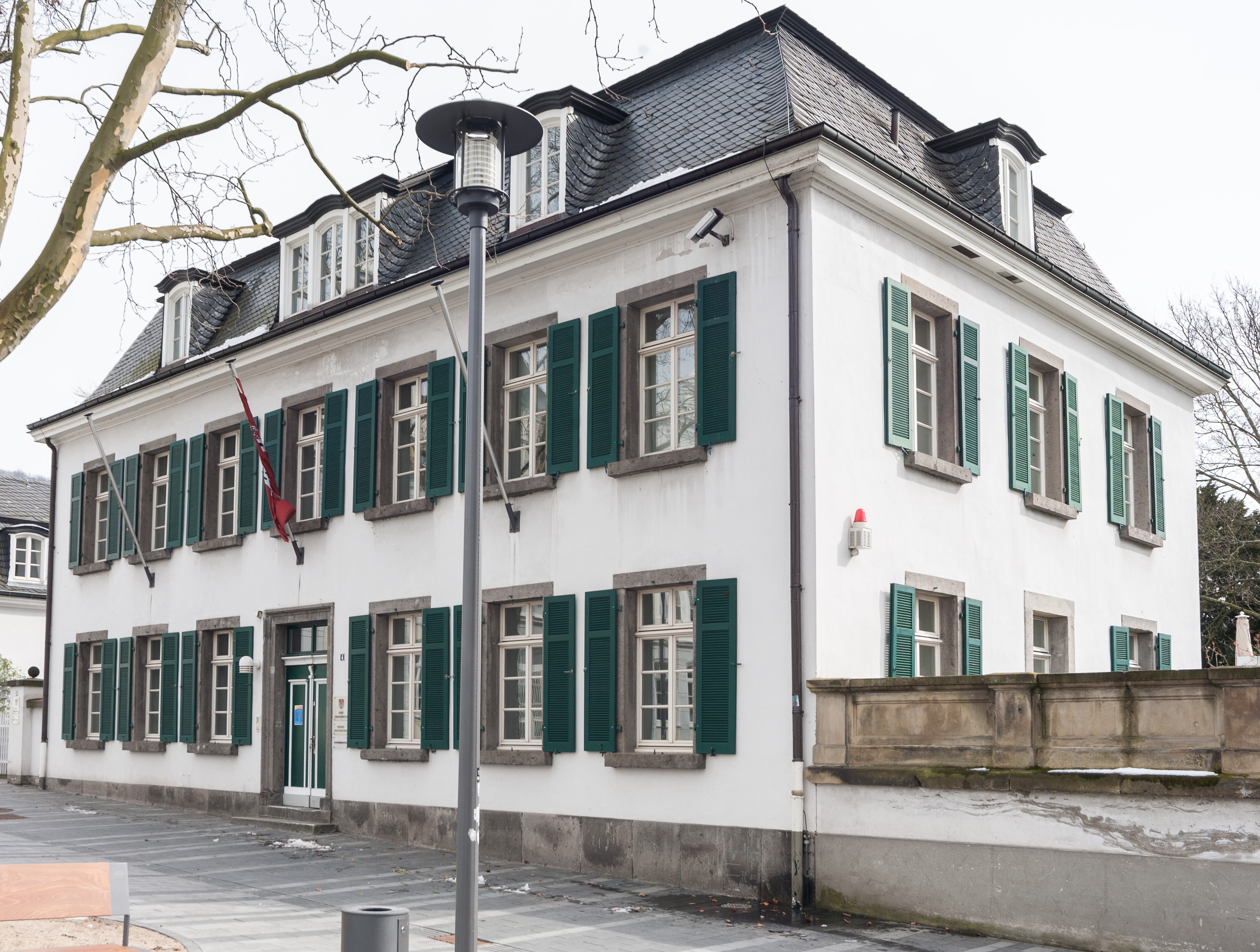
Haus Bachem (2013)

Das Haus Bachem ist ein Gebäude in Königswinter, einer Stadt im nordrhein-westfälischen Rhein-Sieg-Kreis, das 1825 errichtet wurde. Es ist Amtssitz des Bürgermeisters der Stadt Königswinter. Das Haus steht als Baudenkmal unter Denkmalschutz.

## Lage
Das Haus (Adresse: Drachenfelsstraße 4) liegt am Marktplatz gegenüber dem Rathaus und grenzt mit dem ehemaligen Remisengebäude (Drachenfelsstraße 6) an das Gelände der katholischen Pfarrkirche St. Remigius an.

## Geschichte
Das Haus entstand als repräsentatives Bürgerhaus (Stadtwohnhaus) unter Leitung des ortsansässigen Steinhauers Theodor Bachem für dessen Familie. 1857 wohnte der damalige Prince of Wales und spätere König Eduard VII. während eines sechswöchigen Aufenthalts in Königswinter der Überlieferung nach in der ersten Etage des Hauses Bachem, seine Entourage kam überwiegend im Hotel Europäischer Hof unter. Zwischen 1880 und 1890 erfuhr die rückwärtige Parkanlage eine Erweiterung. 1910 erfolgten umfassende Um- und Anbauten: Das Haus erhielt ein Mansarddach, an der Gartenseite kam ein Wintergarten hinzu (Entwurf: Carl Bachem) und an der Ostseite wurde ein Remisenbau errichtet.
1988/89 ließ die Stadt Königswinter das Gebäude sanieren, entkernen und mit dem Ziel einer Nutzung für Zwecke der Stadtverwaltung sowie öffentlicher Veranstaltungen umbauen. Während im ersten Stock der Bürgermeister (bis 1999 gemeinsam mit dem Stadtdirektor) seinen Sitz nahm, entstand im Dachgeschoss ein Sitzungssaal („Salle Cognac“) für Tagungen von Fachausschüssen des Stadtrats. Die Halle im Erdgeschoss steht seither einer Veranstaltungsnutzung offen, darunter der alljährlichen Eröffnung des Winzerfestes im Herbst. Das einstige Remisengebäude (Drachenfelsstraße 6) wurde zum Sitz des Standesamts hergerichtet, wobei die frühere Garage das Trauzimmer beherbergt.
Die Eintragung des Hauses in die Denkmalliste der Stadt Königswinter erfolgte am 22. September 1986.

## Architektur

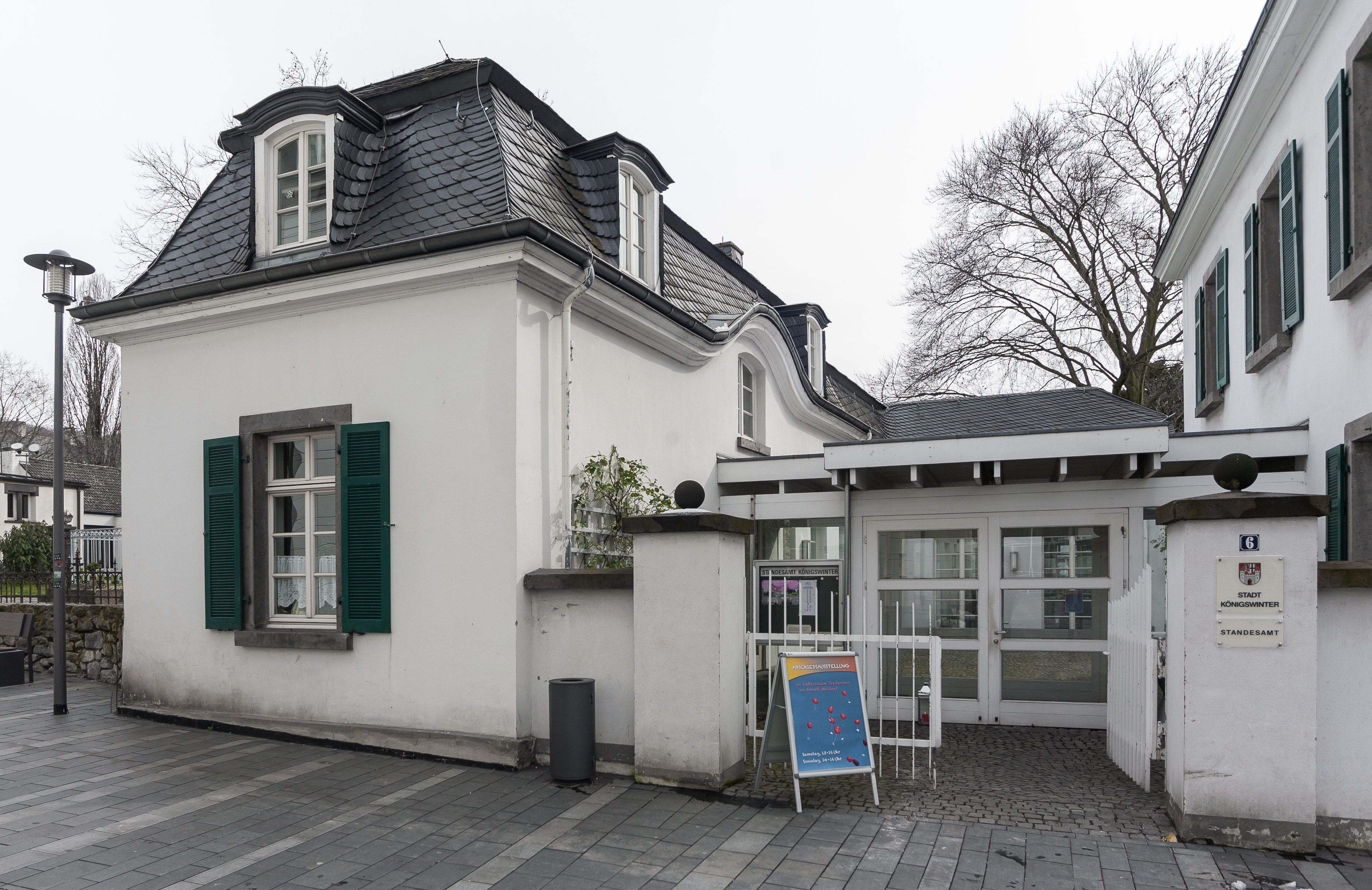
Standesamt (ehemaliger Remisenbau)

Das Haus ist ein zweigeschossiger massiver Putzbau in sieben Achsen. Der Eingang befindet sich auf der Mittelachse. Die Fassade wird von Sprossenfenstern mit Schlagläden geprägt, Fenster- und Türgewände sind in Trachyt ausgeführt. Den oberen Fassadenabschluss bildet ein umlaufendes Kranzgesims aus Holz. Der einem Wintergarten ähnelnde Anbau von 1910 erfährt eine Gliederung durch Pilaster in Sandstein, er trägt einen Balkon mit Balustrade und den Initialen von Carl Bachem. Der auf das gleiche Jahr zurückgehende ursprüngliche Remisenbau ist ein mansardgedeckter Winkelbau, der später überformt wurde. Auf den Umbau von 1988/89 geht ein modern verglaster neuer Verbindungsbau zurück.
Die rückwärtige Parkanlage umfasst einen in Teilen alten Baumbestand, sie ist mit zwei ursprünglich als Wasserspeier dienenden Drachenköpfen aus Sandstein sowie einer Sitzbank aus Grottenwerk mit integriertem Tisch ausgestattet. Die Abgrenzung des Hauses zur Parkanlage erfolgt über einen Lattenzaun und gemauerte Torpfeiler, die dem Umbau von 1910 entstammen.